# Đình Chiến
Nguyễn Đình Chiến thường được biết đến với nghệ danh Đình Chiến là nam diễn viên người Việt Nam.

## Tiểu sử
Đình Chiến sinh năm 1956 tại Nam Định, là con trai lớn trong gia đình, bố ông làm về phát hành phim, còn mẹ làm kinh tế. Đình Chiến kết hôn khi đã hơn 40 tuồi và có một con trai.

## Sự nghiệp
Trong một lần đi lấy bèo cho lợn thì thấy có xe của Đoàn kịch nói Trung ương đăng tuyển một lớp diễn viên cho Đoàn văn công Nam Hà. Có người thấy ông đang tò mò theo dõi nên cho ông thi thử, Đình Chiến vượt qua vòng sơ tuyển với ca khúc "Giải phóng miền Nam", sau cùng ông trúng tuyển vào lớp diễn viên.
Năm 1972, Đình Chiến tốt nghiệp ngành diễn viên nhưng vì sở hữu ngoại hình không mấy lí tưởng nên chỉ nhận được những vai quần chúng, sau đó ông chuyển sang làm nhân viên âm thanh và ánh sáng cho đoàn. Tới năm 1974, ông về đoàn Trường Sơn (Sư đoàn 559) và bắt đầu được giao những vai diễn chính.
Tới năm 1979, cả đơn vị của ông được chuyển về Quân khu 2. Ra quân, dù được cử đi xuất khẩu lao động tại Đức nhưng ông không thích và xin chuyển ngành về Nhà hát kịch Trung ương từ năm 1988. Hai năm sau, ông mới được nhận vào biên chế chính thức của Nhà hát.

## Vai diễn

### Điện ảnh
| Năm  | Tựa đề                | Vai diễn | Đạo diễn                     | Chú thích |
| ---- | --------------------- | -------- | ---------------------------- | --------- |
| 1996 | Vành trăng khuyết     | Liên     | Trần Phương, Nguyễn Thế Vinh |           |
| 2003 | Trò đùa của Thiên Lôi | Mưu      | Nguyễn Quang                 |           |

### Truyền hình
| Năm  | Tựa đề                     | Vai diễn        | Hình thức phim       | Đạo diễn                                       | Chú thích |
| ---- | -------------------------- | --------------- | -------------------- | ---------------------------------------------- | --------- |
|      | Tuổi thơ trở lại           | Ông Tùng        | Điện ảnh truyền hình | Đỗ Minh Tuấn                                   |           |
| 1995 | Hoa trong bão              |                 | Điện ảnh truyền hình | Bạch Diệp                                      |           |
| 1995 | Mẹ Nết                     |                 | Điện ảnh truyền hình | Phạm Thanh Phong                               |           |
| 1996 | Bà và cháu                 |                 | Điện ảnh truyền hình | Cao Mạnh, Trần Lực                             |           |
| 1996 | Tình mãi còn xanh          |                 | Điện ảnh truyền hình | Cao Mạnh                                       |           |
| 1996 | Ảo ảnh trắng               |                 | Ngắn tập             | Nguyễn Khải Hưng, Đặng Lưu Việt Bảo            |           |
| 1996 | Những người sống bên tôi   |                 | Dài tập              | Đặng Tất Bình                                  |           |
| 1997 | Một chuyến thăm quê        |                 | Video                | Trần Hoàng                                     |           |
| 1998 | Gió qua miền tối sáng      |                 | Dài tập              | Phạm Thanh Phong                               |           |
| 1998 | Ghen                       |                 | Điện ảnh truyền hình | Phạm Thanh Phong                               |           |
| 1998 | Cửa hàng Lôpa              |                 | Điện ảnh truyền hình | Phạm Thanh Phong                               |           |
| 1998 | Người giúp việc            |                 | Điện ảnh truyền hình | Đỗ Chí Hướng                                   |           |
| 1998 | Đường ra thành phố         |                 | Điện ảnh truyền hình | Trần Mạnh Cường                                |           |
| 1999 | Phóng sinh                 |                 | Điện ảnh truyền hình | Mạc Văn Chung                                  |           |
| 2000 | Trăng muộn                 |                 | Điện ảnh truyền hình | Mạc Văn Chung                                  |           |
| 2000 | Hát mãi khúc quân hành     |                 | Điện ảnh truyền hình | Đặng Tất Bình, Phi Tiến Sơn                    |           |
| 2000 | Tìm cha                    |                 | Điện ảnh truyền hình | Triệu Tuấn                                     |           |
| 2000 | Người nổi tiếng            |                 | Ngắn tập             | Bạch Diệp                                      |           |
| 2000 | Đồng quê xào xạc           |                 | Ngắn tập             | Đặng Tất Bình, Phi Tiến Sơn                    |           |
| 2001 | Ti-vi về làng              |                 | Điện ảnh truyền hình | Đặng Tất Bình                                  |           |
| 2002 | Làng ven hồ                |                 | Ngắn tập             | Trần Quốc Trọng                                |           |
| 2002 | Chớm nắng                  |                 | Ngắn tập             | Vũ Minh Trí                                    |           |
| 2002 | Sang sông                  | Kiểm            | Điện ảnh truyền hình | Trọng Trinh                                    |           |
| 2003 | Hạnh phúc đợi chờ          |                 | Điện ảnh truyền hình | Nguyễn Anh Dũng                                |           |
| 2003 | Ảo vọng xe hơi             |                 | Điện ảnh truyền hình | Nguyễn Hữu Phần                                |           |
| 2003 | Món quà đến từ giấc mơ     |                 | Điện ảnh truyền hình | Nguyễn Mạnh Hà                                 |           |
| 2005 | Nắng trong mắt bão         |                 | Dài tập              | Phạm Thanh Phong                               |           |
| 2005 | Trò đùa của số phận        |                 | Dài tập              | Bùi Huy Thuần                                  |           |
| 2005 | Vượt qua thử thách         |                 | Dài tập              | Phi Tiến Sơn, Nguyễn Hữu Luyện, Trịnh Lê Phong |           |
| 2005 | Mười hai cửa bể            |                 | Điện ảnh truyền hình | Nguyễn Hữu Phần                                |           |
| 2005 | Đi tua thời hiện đại       |                 | Điện ảnh truyền hình | Vũ Hồng Sơn                                    |           |
| 2007 | Những kẻ háo ngọt          |                 | Điện ảnh truyền hình | Vũ Hồng Sơn                                    |           |
| 2007 | Cổng trường thời mở cửa    |                 | Dài tập              | Triệu Tuấn                                     |           |
| 2008 | Đầu bếp và đại gia         | Bếp béo         | Điện ảnh truyền hình | Trịnh Lê Phong                                 |           |
| 2008 | CSHS: Hành trình bí ẩn     | Ông Hậu         | Dài tập              | Nguyễn Tiến Dũng, Trần Trọng Khôi              |           |
| 2008 | Gió làng Kình              | Phừng           | Dài tập              | Nguyễn Hữu Phần, Bùi Thọ Thịnh                 |           |
| 2009 | Ngõ lỗ thủng               | Ninh            |                      | Trần Quốc Trọng                                |           |
| 2009 | Bố con người làm đồ giả    |                 | Điện ảnh truyền hình | Trần Chí Thành                                 |           |
| 2011 | Mùa tinh khôi              |                 | Dài tập              | Đào Duy Phúc                                   |           |
| 2013 | Thái sư Trần Thủ Độ        | Thái giám Mão   | Dài tập              | Đào Duy Phúc                                   |           |
| 2013 | CSHS: Bí mật tam giác vàng | Nguyễn Văn Trúc | Dài tập              | Nguyễn Dương                                   |           |
| 2014 | Bão qua làng               | Khuất           | Dài tập              | Trần Quốc Trọng, Lê Mạnh                       |           |
| 2015 | Khi đàn chim trở về 3      | Ông Kín         | Dài tập              | Đỗ Chí Hướng, Nguyễn Danh Dũng                 |           |
| 2016 | Mạch ngầm vùng biên ải     |                 | Dài tập              | Bùi Huy Thuần                                  |           |
| 2016 | Gia phả của đất            |                 | Dài tập              | Trần Quốc Trọng                                |           |
| 2018 | Ngược chiều nước mắt       | Sếp Thành       | Dài tập              | Vũ Minh Trí                                    |           |
| 2019 | Sinh tử                    | Bùi Chí Thành   | Dài tập              | Nguyễn Khải Hưng, Nguyễn Mai Hiền              |           |
| 2019 | Người giữ lửa              |                 | Dài tập              | Bùi Huy Thuần                                  |           |
| 2020 | CSHS: Hồ sơ cá sấu         |                 | Dài tập              | Nguyễn Mai Hiền                                |           |
| 2020 | Tháng năm dữ dội           |                 | Dài tập              |                                                |           |
| 2020 | Cô gái nhà người ta        | Ông Vĩnh        | Dài tập              | Trịnh Lê Phong                                 |           |
| 2021 | Phố trong làng             | Vũ Văn Trung    | Dài tập              | Nguyễn Mai Hiền, Trần Trọng Khôi               |           |
| 2022 | Anh có phải đàn ông không? | Ông Chức        | Dài tập              | Trịnh Lê Phong                                 |           |
| 2023 | Nơi giấc mơ tìm về         |                 | Dài tập              | Trịnh Lê Phong                                 |           |
| 2023 | Làng trong phố             | Vũ Văn Trung    | Dài tập              | Nguyễn Mai Hiền                                |           |
| 2024 | Những nẻo đường gần xa     | Thầy Thạch      | Dài tập              | Nguyễn Mai Hiền                                |           |
| 2024 | Vui lên nào! Anh em ơi     |                 | Dài tập              | Vũ Minh Trí                                    |           |